# Plouvien
Plouvien (en bretó Plouvien) és un municipi francès, situat a la regió de Bretanya, al departament de Finisterre. L'any 2006 tenia 3.548 habitants. El 24 de maig de 2007 el consell municipal va aprovar la carta Ya d'ar brezhoneg. A l'inici del curs 2007 el 8,9% dels alumnes del municipi eren matriculats a la primària bilingüe.

## Demografia
| 1962                                       | 1968  | 1975  | 1982  | 1990  | 1999  |
| ------------------------------------------ | ----- | ----- | ----- | ----- | ----- |
| 2.247                                      | 2.291 | 2.431 | 2.779 | 2.886 | 3.187 |
| Des de 1962: població sense dobles comptes |       |       |       |       |       |

## Administració
| Data nomenament            | Nom de l'alcalde                     |
| -------------------------- | ------------------------------------ |
| 4 de març de 1790          | François Madec (1764-1838)           |
| 13 de novembre de 1791     | Joseph Floch (1756- 1842)            |
| 9 de desembre de 1792      | Charles Chuiton (1760-1794)          |
| abril 1794                 | François Madec                       |
| 26 vendimiari any 9 (1800) | Goulven Miquéal (1768-1806)          |
| 15 de febrer de 1808       | François Madec                       |
| 28 de juny de 1821         | Pierre Mathieu (1766-1841)           |
| 31 de gener de 1826        | François Chapelain (1793-1852)       |
| 20 de desembre de 1830     | Yves Jestin (1794-1846)              |
| 15 de novembre de 1840     | Florémond Le Gallic de Kerizouet     |
| 7 de setembre de 1848      | François Guillermou (1805-1877)      |
| 12 d'agost de 1860         | Étienne Tréguier (1835-1878)         |
| 21 de juliol 1878          | Jean-François Squiban (1829-1895)    |
| 17 de maig de 1896         | Gabriel Bergot (1846-1923)           |
| 9 d'agost de 1913          | Jean-Marie Quéouron (1855-1922)      |
| 10 de desembre de 1919     | Jean Louis Guianvarch (1862-1949)    |
| 16 de maig de 1925         | François-Marie Kerampran (1891-1956) |
| 7 de febrer de 1957        | Jean Bothorel (1899-1983)            |
| 5 de novembre de 1971      | Jean Jollé                           |
| 20 de març de 1983         | François Cueff (1941-1983)           |
| 21 de gener de 1984        | Jean louis Le Guen                   |
| 24 de juny de 1995         | Christian Calvez                     |

## Personatges il·lustres
- Anna-Vari Arzur
- Jean Bothorel